# Liste der Staatsoberhäupter 1896
Übersicht
◄◄ | ◄ | 1892 | 1893 | 1894 | 1895 | Liste der Staatsoberhäupter 1896 | 1897 | 1898 | 1899 | 1900 | ► | ►►

Weitere Ereignisse

## Afrika
- Ägypten (Teil des Osmanischen Reichs)
  - Khedive: Abbas II. (1892–1914)

- Äthiopien
  - Kaiser: Menelik II. (1889–1913)

- Buganda
  - Kabaka: Mwanga II. (1884–1888, 1889–1897)

- Bunyoro
  - Omukama: Kabalega (1869–1898)

- Burundi
  - König: Mwezi IV. Gisabo (1850–1908)

- Liberia
  - Präsident: Joseph James Cheeseman (1892–1896)
  - Präsident: William D. Coleman (1896–1900)

- Marokko
  - Sultan: Abd al-Aziz (1873–1908)

- Ruanda
  - König: Mibambwe IV. (1895–1896)
  - König: Yuhi V. (1896–1931)

- Kalifat von Sokoto
  - Kalif: 'Abdul-Rahman (1891–1902)

- Südafrikanische Republik
  - Staats- und Regierungschef: Präsident Paul Kruger (1883–1900)

- Sudan
  - Kalif: Abdallahi ibn Muhammad (1846–1899)

- Zulu
  - König: Dinizulu ka Cetshwayo (1884–1913)

## Amerika

### Nordamerika
- Kanada
  - Staatsoberhaupt: Königin: Victoria (1867–1901)
    - Generalgouverneur: John Campbell Hamilton-Gordon, 7. Earl of Aberdeen (1893–1898)

  - Regierungschef:
    - Premierminister: Sir Mackenzie Bowell (1894–27. April 1896)
    - Premierminister: Charles Tupper (1. Mai–8. Juli 1896)
    - Premierminister: Wilfrid Laurier (11. Juli 1896–1911)

- Mexiko
  - Staats- und Regierungschef: Präsident: Porfirio Díaz (1876, 1877–1880, 1884–1911)

- Vereinigte Staaten von Amerika
  - Staats- und Regierungschef: Präsident: Grover Cleveland (1885–1889, 1893–1897)

### Mittelamerika
- Costa Rica
  - Staats- und Regierungschef: Präsident Rafael Yglesias Castro (1894–1902)

- Dominikanische Republik
  - Staats- und Regierungschef: Präsident: Ulises Heureaux (1882–1884, 1887–1889, 1889–1899)

- El Salvador
  - Staats- und Regierungschef:Präsident Rafael Antonio Gutiérrez (1894–1898)

- Guatemala
  - Staats- und Regierungschef: Präsident José María Reina Barrios (1892–1898)

- Haiti
  - Staats- und Regierungschef:
    - Präsident: Florvil Hyppolite (1889–24. März 1896)
    - Präsident: Tirésias Simon-Sam (31. März 1896–1902)

- Honduras
  - Staats- und Regierungschef: Präsident: Policarpo Bonilla (1894–1899)

- Nicaragua
  - Staats- und Regierungschef: Präsident José Santos Zelaya (1893–1909)

### Südamerika
- Argentinien
  - Staats- und Regierungschef: Präsident: José Evaristo Uriburu (23. Januar 1895–1898)

- Bolivien
  - Staats- und Regierungschef:
    - Präsident: Mariano Baptista (1892–19. August 1896)
    - Präsident: Severo Fernández (19. August 1896–1899)

- Brasilien
  - Staats- und Regierungschef: Präsident: Prudente de Morais (1894–1898)

- Chile
  - Staats- und Regierungschef: Präsident:
    - Jorge Montt (1891–18. September 1896)
    - Präsident: Federico Errázuriz Echaurren (18. September 1896–1901)

- Ecuador
  - Staats- und Regierungschef: (übergangsweise) Staatschef Eloy Alfaro (1895–1901)

- Kolumbien
  - Staats- und Regierungschef: Präsident Miguel Antonio Caro (1894–1898)

- Paraguay
  - Staats- und Regierungschef: Präsident Juan Bautista Egusquiza (1894–1898)

- Peru
  - Staats- und Regierungschef: Präsident: Nicolás de Piérola (1879–1881, 1895–1899)

- Uruguay
  - Staats- und Regierungschef: Präsident Juan Idiarte Borda (1894–1897)

- Venezuela
  - Staats- und Regierungschef: Präsident Joaquín Crespo (1892–1898)

## Asien
- Abu Dhabi
  - Staatsoberhaupt: Emir Zayed I. Zayed I. (1855–1909)

- Adschman
  - Scheich: Humaid II. (1891–1900)

- Afghanistan
  - Herrscher: Emir Abdur Rahman Khan (1880–1901)

- Bahrain
  - Staatsoberhaupt: Emir Isa I. (1869–1932)

- China (Qing-Dynastie)
  - Herrscher: Kaiser Guangxu (1875–1908)

- Britisch-Indien
  - Kaiserin: Victoria (1877–1901)
  - Vizekönig: Victor Bruce (1894–1899)

- Japan
  - Kaiser: Mutsuhito (1867–1912)
  - Regierungschef:
    - Premierminister Itō Hirobumi (1885–1888, 1892–31. August 1896, 1898)
    - Vorsitzender des Staatsrates Kuroda Kiyotaka (31. August 1886–18. September 1896)
    - Premierminister Matsukata Masayoshi (1891–1892, 18. September 1896–1898)

- Korea
  - Herrscher: Kaiser Gojong (1864–1897)

- Kuwait
  - Staatsoberhaupt: Emir Muhammad (1892–1896)
  - Emir: Mubarak (1896–1915)

- Nepal
  - Staatsoberhaupt: König Prithvi (1881–1911)
  - Regierungschef: Ministerpräsident Bir Shamsher Jang Bahadur Rana (1885–1901)

- Oman
  - Staatsoberhaupt: Sultan Faisal ibn Turki (1888–1913)

- Persien (Kadscharen-Dynastie)
  - Staatsoberhaupt: Schah Naser od-Din Schah (1848–1896)
  - Schah: Mozaffar ad-Din Schah (1896–1907)

- Thailand
  - Staatsoberhaupt: König: Chulalongkorn (1868–1910)

## Australien und Ozeanien
- Australien:
  - Staatsoberhaupt: Königin Victoria
  - New South Wales
    - Gouverneur: Henry Brand, 2. Viscount Hampden (1895–1899)
    - Premierminister: George Reid (1894–1899)

  - Queensland
    - Gouverneur: Charles Cochrane-Baillie, 2. Baron Lamington (9. April 1896 bis 1901)
    - Premierminister: Hugh Nelson (1893–1898)

  - South Australia
    - Gouverneur: Sir Thomas Buxton, 3. Baronet (1895–1899)
    - Premierminister: Charles Kingston (1893–1899)

  - Tasmanien
    - Gouverneur: Jenico Preston, 14. Viscount Gormanston (1893–1900)
    - Premierminister: Sir Edward Braddon (1894–1899)

  - Victoria
    - Gouverneur: Thomas Brassey, 1. Baron Brassey (1895–1900)
    - Premierminister: George Turner (1894–1899)

  - Western Australia
    - Gouverneur: Sir Gerard Smith (1895–1901)
    - Premierminister: Sir John Forrest (1890–1901)

- Hawaii
  - Staatsoberhaupt: Präsident Sanford Dole (1894–1900)

- Neuseeland
  - Staatsoberhaupt: Königin Victoria
  - Gouverneur: David Boyle, 7. Earl of Glasgow (1892–1897)
  - Regierungschef: Premierminister: Richard Seddon (1893–1906)

- Tonga
  - Staatsoberhaupt: König George Tupou II. (1893–1918)

## Europa
- Andorra
  - Co-Fürsten:
    - Staatspräsident von Frankreich: Félix Faure (1895–1899)
    - Bischof von Urgell: Salvador Casañas i Pagès (1879–1901)

- Belgien
  - Staatsoberhaupt: König Leopold II. (1865–1909)
  - Regierungschef:
    - Ministerpräsident Jules de Burlet (1894–25. Februar 1896)
    - Ministerpräsident Paul de Smet de Naeyer (25. Februar 1896–1899, 1899–1907)

- Bulgarien
  - Fürst: Ferdinand I. (1887–1918) (ab 1908 Zar)

- Dänemark
  - Staatsoberhaupt: König: Christian IX. (1863–1906)
  - Regierungschef: Ministerpräsident Tage Reedtz-Thott (1894–1897)

- Deutsches Reich
  - Kaiser: Wilhelm II. (1888–1918)
    - Reichskanzler: Chlodwig Fürst zu Hohenlohe-Schillingsfürst (1894–1900)

  - Anhalt
    - Herzog: Friedrich I. (1871–1904)
      - Staatsminister: Kurt von Koseritz (1892–1902)

  - Baden
    - Großherzog: Friedrich I. (1856–1907)
      - Staatsminister: Wilhelm Nokk (1893–1901)

  - Bayern
    - König: Otto I. (1886–1913)
      - Regent: Prinzregent Luitpold (1886–1912)
        - Vorsitzender im Ministerrat: Friedrich Krafft Graf von Crailsheim (1890–1903)

  - Braunschweig
    - Regent: Prinz Albrecht von Preußen (1885–1906)

  - Bremen
    - Bürgermeister: Alfred Dominicus Pauli (1891, 1896, 1898, 1903, 1905, 1908, 1910)

  - Reichsland Elsaß-Lothringen
    - Kaiserlicher Statthalter: Hermann Fürst zu Hohenlohe-Langenburg (1894–1907)
    - Staatssekretär des Ministeriums für Elsaß-Lothringen: Maximilian von Puttkamer (1887–1901)

  - Hamburg
    - Erster Bürgermeister: Johann Georg Mönckeberg (1890, 1893, 1896, 1899, 1902, 1904–1905, 1908)

  - Hessen-Darmstadt
    - Großherzog: Ernst Ludwig (1892–1918)
      - Präsident des Gesamtministeriums: Jakob Finger (1884–1898)

  - Lippe
    - Fürst: Alexander (1895–1905)
      - Regent: Adolf zu Schaumburg-Lippe (1895–1897)

  - Lübeck
    - Bürgermeister: Heinrich Theodor Behn (1871–1872, 1875–1876, 1879–1880, 1883–1884, 1887–1888, 1891–1892, 1895–1896)

  - Mecklenburg-Schwerin
    - Großherzog: Friedrich Franz III. (1883–1897)
      - Präsident des Staatsministeriums: Alexander von Bülow (1886–1901)

  - Mecklenburg-Strelitz
    - Großherzog: Friedrich Wilhelm (1860–1904)
      - Staatsminister: Friedrich von Dewitz (1885–1907)

  - Oldenburg
    - Großherzog: Nikolaus Friedrich Peter (1853–1900)
      - Staatsminister: Günther Jansen (1890–1900)

  - Preußen
    - König: Wilhelm II. (1888–1918)
      - Ministerpräsident: Chlodwig Fürst zu Hohenlohe-Schillingsfürst (1894–1900)

  - Reuß ältere Linie
    - Fürst: Heinrich XXII. (1859–1902)

  - Reuß jüngere Linie
    - Fürst: Heinrich XIV. (1867–1913)

  - Sachsen
    - König: Albert (1873–1902)
      - Vorsitzender des Gesamtministeriums: Heinrich Rudolf Schurig (1895–1901)

  - Sachsen-Altenburg
    - Herzog: Ernst I. (1853–1908)

  - Sachsen-Coburg und Gotha
    - Herzog: Alfred (1893–1900)
      - Staatsminister: Karl Friedrich von Strenge (1891–1900)

  - Herzogtum Sachsen-Meiningen
    - Herzog: Georg II. (1866–1914)

  - Sachsen-Weimar-Eisenach
    - Großherzog: Carl Alexander (1853–1901)

  - Schaumburg-Lippe
    - Fürst: Georg (1893–1911)

  - Schwarzburg-Rudolstadt
    - Fürst: Günther Victor (1890–1918)

  - Schwarzburg-Sondershausen
    - Fürst: Karl Günther (1880–1909)

  - Waldeck und Pyrmont (seit 1968 durch Preußen verwaltet)
    - Fürst: Friedrich (1893–1918)
    - Preußischer Landesdirektor: Johannes von Saldern (1886–1907)

  - Württemberg
    - König: Wilhelm II. (1891–1918)
      - Präsident des Staatsministeriums: Hermann von Mittnacht (1876–1900)

- Frankreich
  - Staatsoberhaupt: Präsident: Félix Faure (1895–1899)
  - Regierungschef: 
    - Präsident des Ministerrates Léon Bourgeois (1895–29. April 1896)
    - Präsident des Ministerrates Félix Jules Méline (29. April 1896–1898)

- Griechenland
  - Staatsoberhaupt: König: Georg I. (1863–1913)
  - Regierungschef: Ministerpräsident Theodoros Deligiannis (1877–1878, 1885–1886, 1890–1892, 1895–1897, 1902–1903, 1904–1905)

- Italien
  - Staatsoberhaupt: König: Umberto I. (1878–1900)
  - Regierungschef: 
    - Ministerpräsident Francesco Crispi (1887–1891, 1893–10. März 1896)
    - Ministerpräsident Antonio Starabba di Rudinì (1891–1892, 10. März 1896–1898)

- Luxemburg
  - Staatsoberhaupt: Großherzog: Adolf I. (1890–1905) (1839–1866 Herzog von Nassau)
  - Regierungschef: Premierminister Paul Eyschen (1888–1915)

- Monaco
  - Fürst: Albert I. (10. September 1889–1922)

- Montenegro
  - Fürst: Nikola I. Petrović Njegoš (1860–1918) (ab 1910 König)

- Neutral-Moresnet
  - König von Belgien: Leopold II. (1865–1909)
  - König von Preußen: Wilhelm II. (1888–1918)

- Niederlande
  - Staatsoberhaupt: Königin Wilhelmina (1890–1948)
  - Regierungschef: Ministerpräsident Joan Baron Röell (1894–1897)

- Norwegen (1814–1905 Personalunion mit Schweden)
  - Staatsoberhaupt: König Oskar II. (1872–1905)
  - Regierungschef: Ministerpräsident Francis Hagerup (1895–1898)

- Osmanisches Reich:
  - Staatsoberhaupt: Sultan Abdülhamid II. (1876–1909)
  - Regierungschef: Großwesir Halil Rıfat Pascha (1895–1901)

- Österreich-Ungarn
  - Kaiser: Franz Joseph I. (1848–1916)
  - Regierungschef von Cisleithanien: Ministerpräsident Kasimir Felix Graf von Badeni (1895–1897)
  - Regierungschef von Transleithanien: Ministerpräsident Dezső Bánffy (1895–1899)

- Portugal
  - Staatsoberhaupt: König: Karl I. (1889–1908)
  - Regierungschef:
    - MinisterpräsidentErnesto Rodolfo Hintze Ribeiro (1893–5. Februar 1897, 1900–1904, 1906)

- Rumänien
  - Staatsoberhaupt: König Karl I. (1866–1914) (bis 1881 Fürst)
  - Regierungschef:
    - Ministerpräsident Dimitrie Sturdza (1895–1896, 1897–1899, 1901–1905, 1907–1909)
    - Ministerpräsident Petre S. Aurelian (1896–1897)

- Russland
  - Kaiser: Nikolaus II. (1894–1917)

- Schweden
  - Staatsoberhaupt: König Oskar II. (1872–1907) (1872–1905 König von Norwegen)
  - Regierungschef: Ministerpräsident Erik Gustaf Boström (1891–1900, 1902–1905)

- Schweiz[1]
  - Bundespräsident: Adrien Lachenal (1896)
  - Bundesrat:
    - Adolf Deucher (1883–1912)
    - Walter Hauser (1889–1902)
    - Josef Zemp (1892–1908)
    - Eduard Müller (1895–1919)
    - Emil Frey (1891–1896)
    - Adrien Lachenal (1892–1897)
    - Eugène Ruffy (1893–1900)

- Serbien
  - König: Aleksandar Obrenović (1889–1903)

- Spanien
  - König: Alfons XIII. (1886–1941)
  - Regentin: Maria Christina (1885–1902)
  - Regierungschef: Ministerpräsident Antonio Cánovas del Castillo (1895–1897)

- Ungarn
  - König: Franz Joseph I. (1848–1916) (1848–1916 König von Böhmen, 1848–1916 Kaiser von Österreich)

- Vereinigtes Königreich
  - Staatsoberhaupt: Königin Victoria (1837–1901) (1877–1901 Kaiserin von Indien)
  - Regierungschef: Premierminister Robert Gascoyne-Cecil, 3. Marquess of Salisbury (1885–1886, 1886–1892, 1895–1902)